# Xã Ibsen, Quận Richland, Bắc Dakota
Xã Ibsen (tiếng Anh: Ibsen Township) là một xã thuộc quận Richland, tiểu bang Bắc Dakota, Hoa Kỳ. Năm 2010, dân số của xã này là 105 người.